# Austrandesia argentina
Austrandesia argentina är en fjärilsart som beskrevs av Köhler 1967. Austrandesia argentina ingår i släktet Austrandesia och familjen nattflyn. Inga underarter finns listade i Catalogue of Life.